# David Sacco
David Anthony „Dave“ Sacco (* 31. Juli 1970 in Malden, Massachusetts) ist ein ehemaliger US-amerikanischer Eishockeyspieler, der im Verlauf seiner aktiven Karriere zwischen 1988 und 1997 unter anderem 35 Spiele für die Toronto Maple Leafs und Mighty Ducks of Anaheim in der National Hockey League (NHL) auf der Position des Centers bestritten hat. Sein älterer Bruder Joe Sacco und sein Schwager Peter Lappin waren ebenfalls in der NHL aktiv.

## Karriere
David Sacco begann seine aktive Laufbahn in der High School bei den Medford High Mustangs, für die er von 1987 bis 1988 aktiv war. Anschließend ging er auf die Boston University und spielte in den folgenden fünf Jahren Eishockey im Team der Boston University Terriers in der Hockey East, einer Division im Spielbetrieb der National Collegiate Athletic Association (NCAA). Während dieser Zeit wurde er beim NHL Entry Draft 1988 in der zehnten Runde an insgesamt 195. Position von den Toronto Maple Leafs aus der National Hockey League (NHL) ausgewählt. Zunächst wurde der Stürmer aber nach seinem Collegeabschluss vom US-amerikanischen Eishockeyverband USA Hockey rekrutiert und verbrachte den Großteil der Spielzeit dort in Vorbereitung auf die Olympischen Winterspiele 1994. Zum Ende der Saison 1993/94 absolvierte Sacco seine ersten Partien für die Toronto Maple Leafs in der NHL und erzielte in vier Partien zwei Scorerpunkte. Im selben Spieljahr stand der Angreifer außerdem in fünf Partien für deren Farmteam, die St. John’s Maple Leafs in der American Hockey League (AHL) auf dem Eis verbuchte dabei in fünf Spielen insgesamt vier Punkte.
Im September 1994 wurde Sacco in einem Tauschhandel an die Mighty Ducks of Anaheim abgegeben, im Gegenzug ging Terry Yake nach Toronto. Der Offensivakteur verbrachte den Großteil der Saison bei den San Diego Gulls in der International Hockey League (IHL) und zählte hierbei mit 40 Punkten in 49 Partien zu den Leistungsträgern des Teams. In der Saison 1995/96 erhielt Sacco mehr Eiszeit bei den Mighty Ducks und absolvierte 23 NHL-Spiele, in denen ihm 14 Punkte gelangen. In derselben Spielzeit stand er auch bei den Baltimore Bandits in der AHL im Einsatz. Nachdem sein Vertrag bei den Mighty Ducks of Anaheim nicht verlängert worden war, unterzeichnete Sacco am 6. September 1996 als Free Agent einen Vertrag bei den New York Islanders. Da ihm der erneute Sprung in die NHL verwehrt blieb, verbrachte der Rechtsschütze die Spielzeit bei den Baltimore Bandits. Zur Saison 1997/98 unterzeichnete er beim SC Bern in der Schweizer Nationalliga A (NLA). Nachdem er in 16 Partien insgesamt 17 Punkte für die Berner erzielt hatte, beendete Sacco noch im Kalenderjahr 1997 im Alter von 27 Jahren seine aktive Laufbahn.

### International
Sacco nahm mit den Vereinigten Staaten an der Weltmeisterschaft 1993 teil. Außerdem vertrat er sein Heimatland bei den Olympischen Winterspielen 1994 im norwegischen Lillehammer.

## Erfolge und Auszeichnungen
| - 1991 Hockey-East-Meisterschaft mit der Boston University - 1992 Hockey East First All-Star Team - 1992 NCAA East First All-American Team | - 1993 Hockey East First All-Star Team - 1993 NCAA East First All-American Team - 1993 Walter Brown Award |

## Karrierestatistik

### International
Vertrat die USA bei:
- Weltmeisterschaft 1993
- Olympischen Winterspielen 1994

(Legende zur Spielerstatistik: Sp oder GP = absolvierte Spiele; T oder G = erzielte Tore; V oder A = erzielte Assists; Pkt oder Pts = erzielte Scorerpunkte; SM oder PIM = erhaltene Strafminuten; +/− = Plus/Minus-Bilanz; PP = erzielte Überzahltore; SH = erzielte Unterzahltore; GW = erzielte Siegtore; 1 Play-downs/Relegation; Kursiv: Statistik nicht vollständig)